# Automeris grammodes
Automeris grammodes är en fjärilsart som beskrevs av Jordan 1910. Automeris grammodes ingår i släktet Automeris och familjen påfågelsspinnare. Inga underarter finns listade i Catalogue of Life.